# Monarda medioides
Monarda medioides är en kransblommig växtart som beskrevs av Duncan. Monarda medioides ingår i släktet temyntor, och familjen kransblommiga växter. Inga underarter finns listade i Catalogue of Life.